# Pandeidae
Famille
Les Pandeidae forment une famille de cnidaires hydrozoaires de l'ordre des Anthoathecatae.

## Description et caractéristiques
Les hydroïdes sont généralement stolonaux, rarement ramifiés ; l'hydranthe a des tentacules filiformes, normalement dans une spire, exceptionnellement dans deux ou plusieurs spires, voire dispersé, ou absent. Le perisarc est développé à un degré variable, formant parfois une pseudohydrotheque ou complètement absent. La reproduction se fait principalement par méduse libre, sauf dans quelques genres dérivés, d'affinité douteuse. L'ombrelle de la méduse est haute et en forme de cloche, avec ou sans projection apicale. Le manubrium est quadratique, généralement grand, avec ou sans pédoncule gastrique. On y distingue quatre lèvres orales, simples, crénulées, ou pliées de manière complexe. On note quatre (ou exceptionnellement huit) canaux radiaux, souvent larges et en forme de ruban, rarement centripètes, avec ou sans mesenteries. Les gonades ont une surface lisse ou très plissée, sur les parois du manubrium en position adradiale ou interradiale, se prolongeant parfois le long de canaux radiaux, ou complètement perradiaux. L'animal est pourvu de deux (ou plus) tentacules marginaux creux ; les bulbes sont généralement effilés, allongés et coniques, avec ou sans tentacules rudimentaires (tentaculae) ou verrues marginales ; avec ou sans ocelle abaxiale.

## Liste des genres
Selon World Register of Marine Species (7 juin 2016) :
- genre Amphinema Haeckel, 1879
- genre Annatiara Russell, 1940
- genre Barnettia Schuchert, 1996
- genre Catablema Haeckel, 1879
- genre Cirrhitiara Hartlaub, 1914
- genre Codonorchis Haeckel, 1879
- genre Dissonema Haeckel, 1879
- genre Eutiara Bigelow, 1918
- genre Geomackiea Mills, 1985
- genre Halitholus Hartlaub, 1914
- genre Larsonia Boero, Bouillon & Gravili, 1991
- genre Leuckartiara Hartlaub, 1914
- genre Merga Hartlaub, 1914
- genre Neoturris Hartlaub, 1914
- genre Nudiclava Lloyd, 1907
- genre Octotiara Kramp, 1953
- genre Pandea Lesson, 1843
- genre Pandeopsis Kramp, 1959
- genre Pelagiana Borstad & Brinckmann-Voss, 1979
- genre Perigonella Stechow, 1921
- genre Stomotoca L. Agassiz, 1862
- genre Timoides Bigelow, 1904
- genre Zanclonia Hartlaub, 1914

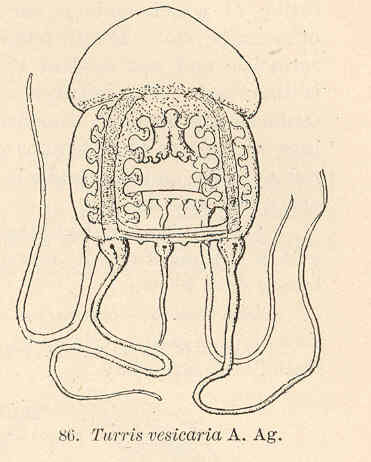
Catablema vesicarium
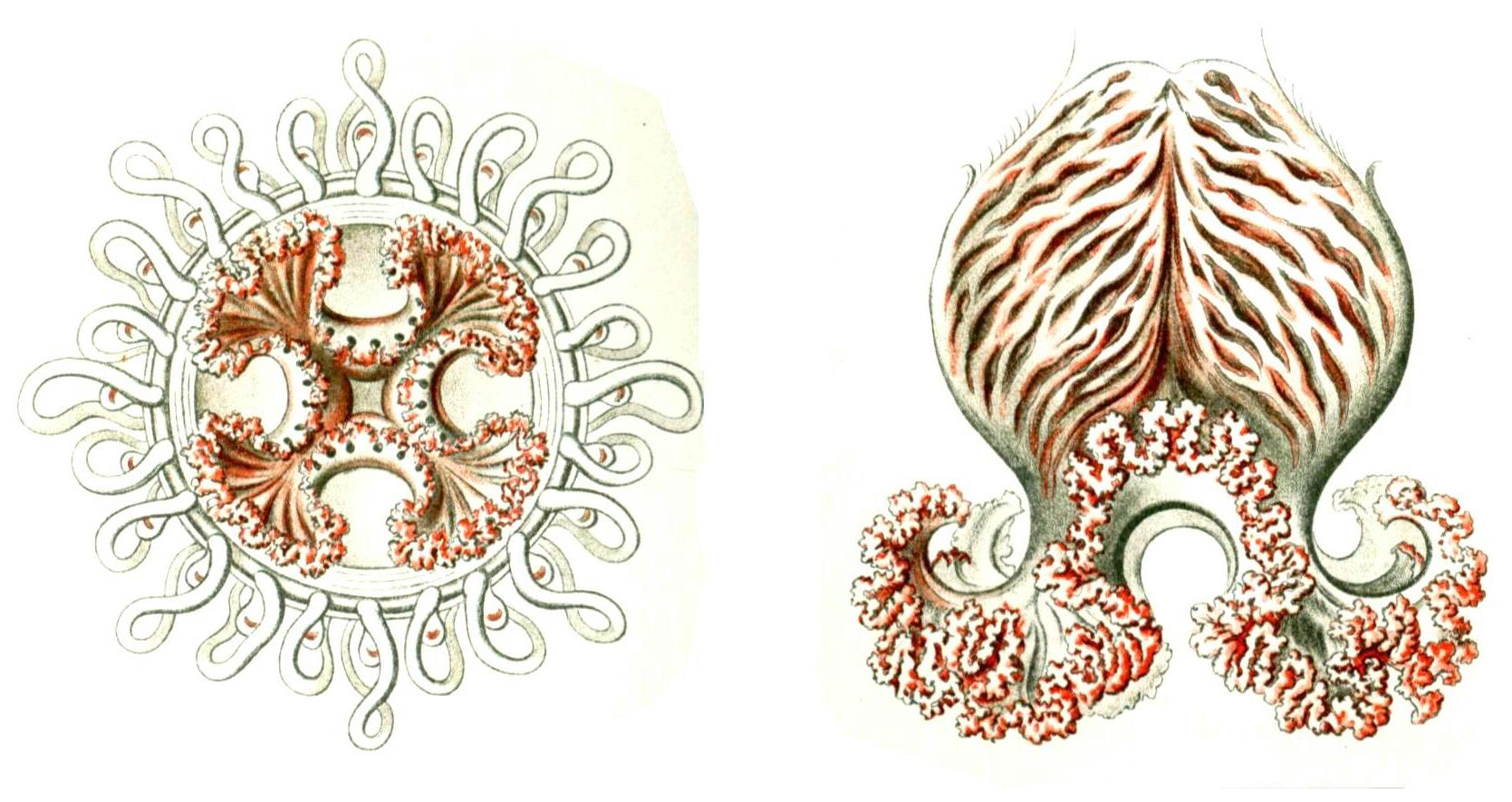
Neoturris pileata
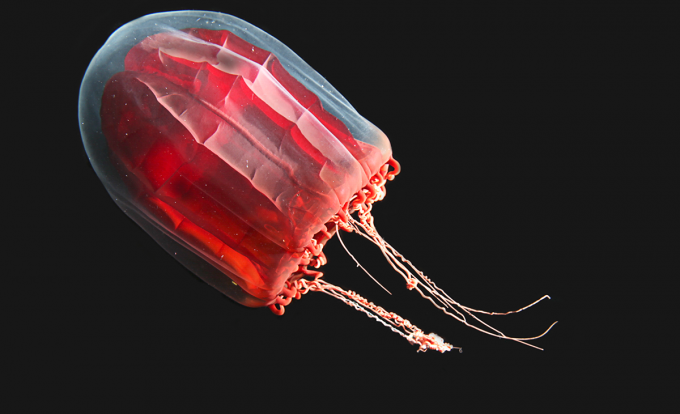
Pandea rubra